# Metopoceras kneuckeri
Metopoceras kneuckeri là một loài bướm đêm thuộc họ Noctuidae. Nó được tìm thấy ở tây bắc Châu Phi tới Pakistan.
Sải cánh dài khoảng 26 mm. Con trưởng thành bay từ tháng 3 đến tháng 4. Có một lứa một năm.
Ấu trùng có thể ăn Acacia arabica.

## Phụ loài
- Metopoceras kneuckeri kneuckeri
- Metopoceras kneuckeri gloriosa (Algeria, Morocco, Mauretania, quần đảo Canary)
- Metopoceras kneuckeri ariefera (Oman, Bahrain, Iran, Pakistan)